# Бајербах (Ротал-Ин)
Бајербах (њем. Bayerbach) општина је у њемачкој савезној држави Баварска. Једно је од 31 општинског средишта округа Ротал-Ин. Према процјени из 2010. у општини је живјело 1.693 становника. Посједује регионалну шифру (AGS) 9277112.

## Географски и демографски подаци
Бајербах се налази у савезној држави Баварска у округу Ротал-Ин. Општина се налази на надморској висини од 355 метара. Површина општине износи 19,4 km². У самом мјесту је, према процјени из 2010. године, живјело 1.693 становника. Просјечна густина становништва износи 87 становника/km².